# الكواخ
الكواخ هي إحدى القرى اللبنانية من قرى قضاء الهرمل في محافظة بعلبك الهرمل.